# Gowanbrae
Gowanbrae är en del av en befolkad plats i Australien. Den ligger i kommunen Moreland och delstaten Victoria, omkring 13 kilometer nordväst om delstatshuvudstaden Melbourne. Antalet invånare är 2 746.
Runt Gowanbrae är det mycket tätbefolkat, med 3 249 invånare per kvadratkilometer.. Närmaste större samhälle är Melbourne, omkring 13 kilometer sydost om Gowanbrae. 
Runt Gowanbrae är det i huvudsak tätbebyggt. Genomsnittlig årsnederbörd är 971 millimeter. Den regnigaste månaden är juni, med i genomsnitt 115 mm nederbörd, och den torraste är januari, med 34 mm nederbörd.